# Bergholtzzell
Bergholtzzell é uma comuna francesa na região administrativa de Grande Leste, no departamento Alto Reno. Estende-se por uma área de 2,29 km². Em 2010 a comuna tinha 442 habitantes (densidade: 193 hab./km²).